# Losin'
Singles de Yuna Itō
Stuck on You
(2006) I'm Here
(2007)
Singles par Reira starring Yuna Ito
Truth
(2006)
Losin' est le 5e single de Yuna Itō sorti sous le label Sony Music Entertainment Japan le 6 septembre 2006 au Japon. Il atteint la 19e place du classement de l'Oricon. Il se vend à 7 564 exemplaires la première semaine, et reste classé pendant 4 semaines, pour un total de 10 072 exemplaires vendus.
Ceux qui ont acheté les deux singles, Stuck on You et Losin', une invitation spéciale est offerte pour le premier concert de Yuna Itō; appelé Yuna Ito 1st Invitation.
Losin' a été utilisé comme générique de fin japonais, de la saison 2 de Lost.
Le clip de Losin' est la suite du clip Stuck on You.
Losin' se trouve sur l'album Heart et sur la compilation Love.

## Liste des titres
| 1. | Losin'                    | H.U.B         | SiZK, ViVi                   | 4:09 |
| 2. | Stay for Love             | Kobayashi夏海 | FLAT5th Wataru Okamoto, SiZK | 4:21 |
| 3. | Losin' －Simplicity Mix－ | H.U.B         | SiZK, ViVi                   | 5:25 |

## Interprétations à la télévision
- Music Fighter (8 septembre 2006)
- CDTV (16 septembre 2006)